# Lanca di San Michele
Lanca di San Michele este o arie protejată (arie specială de conservare — SAC, sit de importanță comunitară — SCI, arie de protecție specială avifaunistică — SPA) din Italia întinsă pe o suprafață de 228 ha, integral pe uscat.

## Localizare
Centrul sitului Lanca di San Michele este situat la coordonatele 44°52′03″N 7°40′42″E / 44.8675°N 7.6783°E.

## Înființare
Situl Lanca di San Michele a fost declarat sit de importanță comunitară în septembrie 1995 pentru a proteja 42 de specii de animale. Alte tipuri de protecție:
- arie de protecție specială avifaunistică (în august 2000)[2]
- arie specială de conservare (în februarie 2017)[1][3][4]

## Biodiversitate
Situată în ecoregiunea continentală, aria protejată conține 3 habitate naturale: Lacuri eutrofice naturale cu vegetație de tip Magnopotamion sau Hydrocharition, Râuri de munte și vegetația lor lemnoasă cu Salix elaeagnos, Păduri aluvionare cu Alnus glutinosa și Fraxinus excelsior (Alno-Padion, Alnion incanae, Salicion albae).
La baza desemnării sitului se află mai multe specii protejate:
- păsări (31): lăcar-de-mlaștină (Acrocephalus palustris), fluierar de munte (Actitis hypoleucos), pescăruș albastru (Alcedo atthis), rață pitică (Anas crecca), egretă mare (Ardea alba), stârc roșu (Ardea purpurea), buhai de baltă (Botaurus stellaris), bătăuș (Calidris pugnax),  prundaș gulerat mic (Charadrius dubius), chirighiță neagră (Chlidonias niger), erete de stuf (Circus aeruginosus), egretă mică (Egretta garzetta), piciorong (Himantopus himantopus), stârc pitic (Ixobrychus minutus), sfrâncioc roșiatic (Lanius collurio), sitar de mâl (Limosa limosa), prigoare (Merops apiaster), gaia neagră (Milvus migrans), Numenius phaeopus, stârc de noapte (Nycticorax nycticorax), vultur pescar (Pandion haliaetus), viespar (Pernis apivorus), cormoran mare (Phalacrocorax carbo), cristei de baltă (Rallus aquaticus), ciocântors (Recurvirostra avosetta), lăstun de mal (Riparia riparia), chiră de baltă (Sterna hirundo), fluierar de mlaștină (Tringa glareola), fluierar cu picioare verzi (Tringa nebularia), fluierarul de zăvoi (Tringa ochropus), fluierarul cu picioare roșii (Tringa totanus)
- amfibieni (2): Rana latastei, Triturus carnifex
- nevertebrate (4): fluturele purpuriu (Lycaena dispar), Ophiogomphus cecilia, Osmoderma eremita, Vertigo moulinsiana
- pești (5): Chondrostoma soetta, Cobitis bilineata, Lethenteron zanandreai, Sabanejewia larvata, Telestes muticellus

Pe lângă speciile protejate, pe teritoriul sitului au mai fost identificate 1 specie de păsări, 7 specii de amfibieni, 5 specii de mamifere, 3 specii de nevertebrate, 1 specie de pești, 5 specii de reptile.